# Guilford (hrabstwo Chenango)
Guilford – jednostka osadnicza w Stanach Zjednoczonych, w stanie Nowy Jork, w hrabstwie Chenango.